# Mikroregiony v Jihočeském kraji
Mikroregiony jsou regiony malého geografického měřítka. V Jihočeském kraji byly zakládány od roku 1992 a jejich celkový počet je 52.
| Název                                               | Sídlo               | Okres                                      | Účel |
| --------------------------------------------------- | ------------------- | ------------------------------------------ | --- |
| Blanský les - podhůří                               | Včelná              | České Budějovice                           | spolupráce v oblasti cestovního ruchu, vzdělávání a kultury, zapojení do systému turist. a obchodní nabídky, zajišťování financování záměrů sdružení |
| DSMaO Bukovská voda                                 | Dolní Bukovsko      | České Budějovice, Jindřichův Hradec, Tábor | regionální rozvoj |
| DSMaO regionu Pomalší                               | Římov               | České Budějovice, Český Krumlov            | řešení dopadů na hospodaření obcí a jejich obyvatel v souvislosti s existencí vodárenského toku Malše |
| DSMaO Vltava                                        | Chrášťany           | České Budějovice                           | všeobecná ochrana životního prostředí,... |
| DSO Blanicko-Otavského regionu                      | Protivín            | Písek, Strakonice                          | regionální rozvoj |
| DSO Blata                                           | Pištín              | České Budějovice                           | regionální rozvoj |
| DSO Blatenska                                       | Blatná              | Strakonice                                 | regionální rozvoj |
| DSO Budějovicko-Sever                               | Borek               | České Budějovice                           | společný postup při ochraně životního prostředí, koordinace investičních akcí a územních plánů, slaďování zájmů a činností místních samospráv, správa spol. majetku sdružení, propagace sdružení a jeho území |
| DSO Dolního Pootaví                                 | Cehnice             | Strakonice                                 | regionální rozvoj |
| DSO Chlum u Třeboně, Staňkov a Hamr                 | Chlum u Třeboně     | Jindřichův Hradec                          | regionální rozvoj |
| DSO Lišovsko                                        | Lišov               | České Budějovice                           | regionální rozvoj |
| DSO mezi Vltavou a Otavou                           | Záhoří              | Písek                                      | sociální a ekonomický rozvoj regionu |
| DSO Mikroregion Chelčicko-Lhenický, svazek obcí     | Vodňany             | Prachatice, Strakonice                     | Úkoly v obl. školství, kultury, ochrany životního prostředí, cestovního ruchu, společná péče o památky a o rozvoj ovocnářství, sadovnictví, školkařství a zpracování ovoce.Zabezpečování čistoty obce, správy veřejné zeleně, příprava turistických tras mikroregionu a cyklostezek.Spolupráce při prezentaci mikroregionu na výstavních a obdobných akcích v tuzemsku a zahraničí, při vydávání propagačních a turistických materiálů a při organizaci ovocnářských výstav, festivalů, soutěží, slavností, setkání a jiných akcí.Provoz informačního systému v mikroregionu (svazku).Podpora zemědělského a nezem. podnikání, řešení problému nezaměstnanosti, podpora a spolupráce s výrobci, prodejci a zpracovateli ovoce a podnikateli v sadovnictví.Společný postup při přípravě a realizaci projektů pro fondy EU a získávání dotací.Prosazování společných zájmů a záměrů při jednání s orgány st. správy, podnikatelskými subjekty, neziskovými org., obč., sdruženími, zahraniční spolupráce, správa a zmnožování společného majetku, předmětem činnosti jsou i aktivity, které se z objektivních důvodů netýkají všech členských obcí, pokud budou korespondovat se zájmy svazku.Svazek je oprávněn zakládat samostatně nebo s dalšími účastníky podnikatelské a nepodnikatelské subjekty podle platných právních norem. |
| DSO Mikroregion venkov                              | Chotoviny           | Tábor, Pelhřimov, Benešov                  | regionální rozvoj |
| DSO Milevska                                        | Milevsko            | Písek, České Budějovice                    | obhajoba a prosazování zájmů členů sdružení, spolupůsobení při ekonomickém a sociálním rozvoji regionu města Milevska |
| DSO Niva                                            | Blatná              | Strakonice                                 | spolupráce k ochraně svých cílů a zájmů daných zakládající smlouvou |
| DSO Peklov                                          | Volyně              | Strakonice                                 | regionální rozvoj |
| DSO Pod horou                                       | Tučapy              | Tábor                                      | sociální a ekonomický rozvoj regionu |
| DSO Prachaticko                                     | Prachatice          | Prachatice                                 | 1) Svazek obcí vyvíjí činnost směřující k řešení společné problematiky svých členů, zejména a) zajištění trvalé obyvatelnosti regionu, b) koordinaci významných investičních akcí v zájmovém území, c) zajištění územní plánovací dokumentace regionu, d) financování rozvojových programů, e) sjednocení zájmů místních samospráv ve vztahu ke státní správě všech stupňů, f) zastupování členských obcí při jednáních s třetími osobami ve společných věcech, g) napomáhat rozvoji podnikání v regionu s cílem vytvoření nových pracovních míst a zvýšení zaměstnanosti, h) propagovat svazek obcí a jeho zájmové oblasti, i) vytvářet, spravovat a zmnožovat společný majetek svazku obcí. 2) Činnost svazku obcí je vymezena v oblastech komunálních potřeb, a to zejména a) rozvoji bytové výstavby, b) rozvoje cestovního ruchu, turistiky, kulturního života a regionálních tradic, c) ochrana kulturního dědictví a významných krajinných prvků, d) spolupráce při řešení dopravní obslužnosti regionu, e) zajištění ekologické stability a životního prostředí, f) společná péče o životní prostředí, především v g) vytváření podmínek pro rozvoj zdravotnictví a sociálních služeb, školství a vzdělávání h) řešení sociální problematiky jednotlivců a skupin, i) navazovat zahraniční spolupráci a kontakty.           |
| DSO regionu Třeboňsko                               | Třeboň              | Jindřichův Hradec                          | sociálně ekonomický rozvoj Třeboňska, likvidace odpadů |
| DSO severního Písecka                               | Čimelice            | Písek                                      | regionální rozvoj |
| DSO Strakonicka                                     | Strakonice          | Strakonice, Jindřichův Hradec              | regionální rozvoj |
| DSO středního Pootaví-Katovice                      | Katovice            | Strakonice                                 | regionální rozvoj |
| DSO Šumavského podlesí                              | Čestice             | Strakonice                                 | regionální rozvoj |
| DSO Věnec                                           | Čkyně               | Prachatice                                 | všeobecná ochrana životního prostředí v zájmovém území při dosahování ekologické stability zájmového území a jeho trvalé obyvatelnosti. Společný postup při řešení otázek protipovodňové ochrany. Koordinace významných investičních akcí v zájmovém území. Koordinace obecních a územních plánování v regionálním měřítku. Slaďování zájmů a činností místních samospráv a spol. ovlivňování výkonu st. správy v zájmovém území. Vytváření zmnožování a správa společného majetku svazku. Zastupování členů svazku při jednání o společných věcech s třetími osobami (orgány st.správy, obchodními partnery, kontr.orgány apod.) Zajišťování a vedení předepsané písemné, výkresové, technické a jiné agendy jednotlivých společných akcí. Propagace Svazku a jeho zájmového území. |
| DSO Vodovod Křemže                                  | Křemže              | České Budějovice, Český Krumlov            | výroba a dodávka pitné vody, odvádění a čištění odpadních vod |
| Lužnice (mikroregion)                               | Dvory nad Lužnicí   | Jindřichův Hradec                          | společná realizace výstavby celkového odkanalizování, vč.domovních přípojek v obci Halámky, vybudování nové čistírny odpadních vod v obci Dvory a uvedení celkového odkanalizování obcí do provozu. |
| Mikroregion Dačicko                                 | Dačice              | Jindřichův Hradec                          | ochrana spol. zájmů a zmnožení sil a prostředků při prosazování záměrů přesahujících svým rozsahem a významem účastnickou obec. |
| Mikroregion Horní Vltava – Boubínsko                | Volary              | Prachatice                                 | regionální rozvoj |
| Mikroregion Jindřichohradecko-DSO Jindřichohradecko | Jindřichův Hradec   | Jindřichův Hradec                          | regionální rozvoj |
| Mikroregion Netolicko                               | Netolice            | Prachatice                                 | řešení společných problémů obcí, uskutečňování Programu obnovy vesnice |
| Mikroregion Řečicko - DSO Řečicka                   | Kardašova Řečice    | Jindřichův Hradec                          | regionální rozvoj |
| Mikroregion Šumavské podhůří                        | Vacov               | Prachatice                                 | řešení společných problémů obcí nad rámec svého území a možnost čerpání dotací z POV |
| Mikroregion Vlachovo Březí                          | Vlachovo Březí      | Prachatice, Strakonice                     | společné řešení otázek a problémů v oblastech zemědělství, cestovního ruchu, turistiky, informatiky apod., uskutečňování Programu obnovy venkova |
| Regionální sdružení Šumava                          | Stachy              | Český Krumlov, Klatovy, Prachatice         | garant a reprezentant šumavských obcí |
| Regionální svazek obcí Vltava                       | Větřní              | Český Krumlov                              | regionální rozvoj |
| Sdružení pohraničních obcí a měst okresu JH         | Slavonice           | Jindřichův Hradec                          | řešení úkolů v oblasti školství, soc. péče, zdrav. a kultury, čistota |
| Sdružení pro likvidaci komunálních odpadů Borek     | Dačice              | Jihlava, Jindřichův Hradec, Třebíč         | likvidace odpadů |
| Soběslavsko                                         | Soběslav            | Tábor                                      | ochrana spol. zájmů a zmnožení sil a prostředků při prosazování záměrů přesahujících svým rozsahem a významem účastnickou obec. |
| Svazek lipenských obcí                              | Lipno nad Vltavou   | Český Krumlov, Prachatice                  | regionální rozvoj |
| Svazek měst a obcí okresu Strakonice                | Strakonice          | Strakonice                                 | uspokojování důležitých potřeb regionu, dopravní obslužnost |
| Svazek obcí mikroregionu Táborsko                   | Tábor               | Tábor                                      | předkládat org. kraje a dalším dotčeným institucím iniciativní návrhy zohledňující požadavky obcí, hájit a prosazovat společné zájmy a práva obcí táborska v rámci členství ČR v EU, zajišťovat přípravu a realizaci rozvoje mikroregionu Táborska v souladu s regionální politikou ČR a za tímto účelem zejména připravovat projekty rozvoje územního obvodu členských obcí a zajišťovat realizaci těchto projektů, koordinovat politiku rozvoje mikroregionu a napomáhat její tvorbě, zajišťovat spolupráci s regionálními a národními org. a institucemi, spolupracovat se zahraničními org. obdobného zaměření a spoluvytvářet podmínky pro zahraniční aktivity členů Svazku, podílet se na vytváření podmínek ke vzdělávání členů zastupitelstev obcí, zaměstnanců obcí a zaměstnanců organizací zřizovaných obcemi, podporovat cestovní ruch včetně prezentace mikroregionu na veletrzích, propagovat a podporovat podnikání v mikroregionu, realizovat další činnosti uvedené v§ 50 odst. 1 obecního zřízení, v platném znění. |
| Svazek obcí regionu Písecko                         | Písek               | Písek                                      | koordinace postupů při řešení problémů týkajících se rozvoje samosprávy obcí, hospodářského, sociálního a kult. Života obcí, vztahu k org. St.správy a vyšších samosprávných celků, společné aktivity k následujícím účelům: podpora zem. A nezem. podnikání, řešení problémů a důsledků nezaměstnanosti, rozvoj a diverzifikace nezem. prostorů, společná péče o památky v regionu, využití netradičních zdrojů energie, zejména biomasy, podpora venkovské turistiky,... |
| TDO Lužnice                                         | Želeč               | Tábor                                      | spojení sil a prostředků členských obcí pro ochranu životního prostředí v daném regionu a očistu řeky Lužnice |
| Veselsko                                            | Veselí nad Lužnicí  | Jindřichův Hradec, Tábor, České Budějovice | všeobecná ochrana životního prostředí v zájmovém území při dosahování ekologické stability zájmového území a jeho trvalé obyvatelnosti. Společný postup při řešení otázek protipovodňové ochrany. Koordinace významných investičních akcí v zájmovém území. Koordinace obecních a územních plánování v regionálním měřítku. Slaďování zájmů a činností místních samospráv a spol.ovlivňování výkonu st.správy v zájmovém území. Vytváření zmnožování a správa společného majetku svazku. Zastupování členů svazku při jednání o společných věcech s třetími osobami (orgány st.správy, obchodními partnery, kontr.orgány apod.) Zajišťování a vedení předepsané písemné, výkresové, technické a jiné agendy jednotlivých společných akcí. Propagace Svazku a jeho zájmového území. |
| Vitorazsko (mikroregion)                            | Suchdol nad Lužnicí | Jindřichův Hradec                          | regionální rozvoj |
| Vodovod Hamr                                        | Třeboň              | Jindřichův Hradec                          | výroba a dodávka pitné vody, odvádění a čištění odpadních vod |
| Vodovod Landštejn                                   | Dačice              | Jindřichův Hradec                          | výroba a dodávka pitné vody, odvádění a čištění odpadních vod |
| Vodovod Řečice                                      | Dačice              | Jindřichův Hradec                          | výroba a dodávka pitné vody, odvádění a čištění odpadních vod |
| Vyšebrodsko                                         | Vyšší Brod          | Český Krumlov                              | regionální rozvoj |
| Zájmové sdružení obcí Podkletí                      | Křemže              | Český Krumlov                              | soustředění sil a prostředků při prosazování záměrů přesahujících rozsahem a významem možnosti jednotlivých účastnických obcí |
| Zlatý vrch (mikroregion)                            | Ražice              | Písek, Strakonice                          | ochrana spol. zájmů a zmnožení sil a prostředků při prosazování záměrů přesahujících svým rozsahem a významem účastnickou obec. |